# Catherine de Clèves, duchesse de Guise

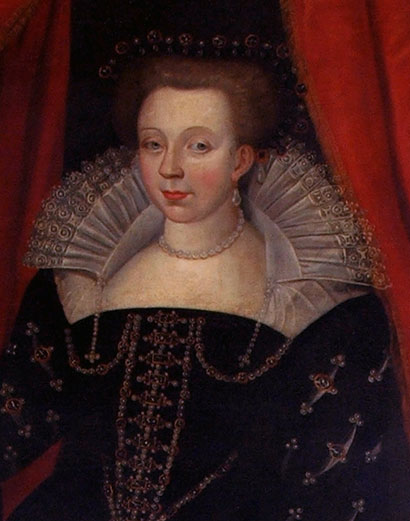
Zeitgenössisches Porträt Catherines de Clèves eines unbekannten Malers im Schloss Eu

Catherine de Clèves (* 1548; † 11. Mai 1633 in Paris) war Gräfin von Eu und durch ihre Heirat mit Henri I. de Lorraine von 1570 bis 1588 Herzogin von Guise.
Nach der Ermordung ihres Ehemanns unterstützte sie während der französischen Religionskriege tatkräftig die Position der katholischen Seite und machte Thronansprüche für ihren Sohn Charles geltend. Nach der Thronbesteigung Heinrichs IV. trug sie maßgeblich dazu bei, dass sich die Familie der katholischen Herzöge von Guise nicht gegen den ehemaligen Protestanten Heinrich auflehnte.
Catherine starb im hohen Alter von 85 Jahren in Paris und hatte dabei zwei Ehemänner, elf ihrer 14 Kinder und alle ihre Geschwister überlebt.

## Familie
Catherine kam als zweite von drei Töchtern und viertes überlebendes Kind François’ I. de Clèves, Herzog von Nevers, und dessen erster Frau Marguerite de Bourbon zur Welt. Durch ihre Mutter, die ältere Schwester des navarresischen Königs Antoine, war sie eine Cousine des späteren französischen Königs Heinrich IV. Ihren Vornamen erhielt sie zu Ehren ihrer Patentante, der französischen Königin Katharina von Medici.
Catherine de Clèves war zweimal verheiratet. Ihr erster Ehemann war Antoine III. de Croÿ, Fürst von Porcien († 1567). Die Ehe blieb kinderlos. In zweiter Ehe heiratete sie am 4. Oktober 1570 in Paris Henri de Lorraine, Duc de Guise (* 31. Dezember 1550; † 23. Dezember 1588), mit dem sie vierzehn Kinder bekam:
- Charles (* Joinville 20. August 1571; † Cuna bei Siena 30. September 1640), 1588 4. Duc de Guise et Pair de France, 1571–1612 3. Prince de Joinville, 1633 8. Comte d’Eu et Pair de France, Souverain de Château-Renault, Gouverneur von Champagne, 1594 dann (im Tausch) von Provence, 1588–1594 Großmeister von Frankreich, Amiral du Levant, bestattet in Joinville; ⚭ 6. Januar 1611 Henriette Catherine de Joyeuse (* 8. Januar 1585 im Louvre; † 25. Februar 1656 ebenda), 1608–1647 5. Duchesse de Joyeuse, 1641–1654 Princesse de Joinville, Comtesse de Bouchage, bestattet im Kapuzinerkonvent Paris, Erbtochter von Henri de Joyeuse, 4. Duc de Joyeuse, Pair de France, Marschall von Frankreich, und Catherine de Nogaret de La Valette, Witwe von Henri de Bourbon, 3. Duc de Montpensier († 1608)
- Henri (* Paris 30. Juni 1572; † 3. August 1574)
- Catherine (+/† 3. November 1573)
- Louis (* 22. Januar 1575; † 21. Juni 1621 in Saintes), genannt le Cardinal de Guise, 1594 Abt von Kathedrale von Saint-Denis und Montierender, 1601 Abt von Chaalis, 1600 Koadjutor und 1605 Erzbischof von Reims, Pair de France, 1612 Abt von Ourscamp, Cluny, Corbie, Châlons und Saint-Urbain, 1614 Kardinal, bestattet in der Kathedrale von Reims; ⚭ heimlich 4. Februar 1611 Charlotte des Essarts (* um 1580; † Paris kurz vor 11. Juli 1651), genannt Mademoiselle de La Haye, 1610 Comtesse de Romorantin, Dame de Sautour, bestattet in Paris, Tochter von François des Essarts, Seigneur de Sautour, und Charlotte de Harlay, Dame de Champvallon, Mätresse des Königs Heinrich IV., sie heiratete in zweiter Ehe François de L’Hospital, Seigneur du Hallier, Marschall von Frankreich († 20. April 1655)
- Charles (*/† 20. Januar 1576 in Paris)
- Marie (* 1. Juni 1577; † 1582), bestattet in der Kirche Saint-Jean-en-Grève in Paris
- Claude (* 5. Juni 1578 in Joinville; † 24. Januar 1657 in Paris), Prince de Joinville, 1612 Duc de Chevreuse, Pair de France, 1621 Großfalkner und 1622 Großkammerherr von Frankreich, Gouverneur de La Marche, Auvergne, Bourbonnais und Picardie, 1625 Ritter im Hosenbandorden, bestattet in der Kirche der unbeschuhten Karmeliten in Paris;  ⚭ 21. April 162 Marie Aimée de Rohan, genannt Mademoiselle de Montbazon, Duchesse de Chevreuse (* Dezember 1600; † 12. August 1679 in der Prieuré de Saint-Fiacre in Gagny), bestattet in Gagny, Tochter von Hercule de Rohan, Duc de Montbazon, Pair de France, Comte de Rochefort, und Madeleine de Lenoncourt, Dame de Coupvray, Witwe von Charles d’Albert, Duc de Luynes, Pair de France, Connétable von Frankreich († 1621)
- Catherine (* 29. Mai 1579; † jung), bestattet in der Kirche der Filles-Dieu in Paris
- Christine (*/† 21. Januar 1580)
- François (* 14. Mai 1581; † 29. September 1582)
- Renée (* 1585; † 13. Juni 1626 in Reims), 1602 Äbtissin von Saint-Pierre de Reims, bestattet ebenda
- Jeanne (* 31. Juli 1586; † 8. Oktober 1638 in Jouarre), Priorin von Prouille, 1624 Äbtissin von Jouarre
- Louise Marguerite (* 1588; † 30. April 1631 auf Schloss Eu), Princesse de Château-Renault, Comtesse d’Eu, bestattet in Eu; ⚭ Schloss Meudon 24. Juli 1605 François de Bourbon, Duc et Prince de Conti (* 19. August 1558 in La Ferté-sous-Jouarre; † 3. August 1614 in Paris), Sohn von Louis de Bourbon, Duc d’Enghien, Prince de Condé, und Éléonore de Roye, Dame de Conti; 1615 Liaison mit François de Bassompierre, Marquis d’Haroué (* 12. April 1579 in Haroué; † 12. Oktober 1646 in Provins)
- François Alexandre (* postum 7. Februar 1589; † 1. Juni 1614 auf Schloss Les Baux durch das Bersten einer Kanone), genannt Chevalier de Guise, Malteserordensritter, Lieutenant-général der Artillerie im Regiment de Provence, bestattet in Saint-Trophime in Arles

## Leben
Catherine wuchs im Schloss Le Grand Jardin, der Residenz ihrer Großtante Antoinette de Bourbon in Joinville auf. Aus politischen Gründen verheirateten sie ihre Eltern im Oktober 1560 im Alter von nur zwölf Jahren mit Antoine III. de Croÿ, Fürst von Porcien. Der Ehevertrag dazu wurde am 4. Oktober 1560 auf Schloss Saint-Germain-en-Laye in Anwesenheit zahlreicher französischer Hochadliger unterschrieben. Die Heirat sollte das Ende der Besitzstreitigkeiten zwischen den beiden Familien um die Grafschaft Beaufort, um Coulommiers sowie weitere Ländereien besiegeln. Antoine war überzeugter Calvinist und veranlasste seine junge Frau, ebenfalls diesen Glauben anzunehmen. Durch den Tod ihrer beiden älteren Brüder, François II. und Jacques de Clèves, erbte sie nach 1564 die Grafschaft Eu und brachte den damit verbundenen Titel an ihren Mann. Nach dessen Tod im Jahr 1567 fiel nicht nur der Besitz an Catherine zurück, sondern auf Betreiben ihrer Patentante Katharina von Medici trat sie in einem feierlichen Akt in der Schlosskapelle von Saint-Germain-en-Laye auch wieder zum Katholizismus über.
Die noch junge Witwe war in den Folgejahren aufgrund ihrer Abstammung und ihres Vermögens eine begehrte Heiratskandidatin. Am 4. Oktober 1570 ehelichte sie Henri I. de Lorraine, Herzog von Guise, nachdem die beiden drei Tage zuvor den Ehevertrag unterschrieben hatten. Die Hochzeit fand im Beisein der gesamten Königsfamilie im Hôtel de Guise in Paris statt. Der Bräutigam ging diese Verbindung nur auf Druck des französischen Königshofes ein. Durch vorherige Ambitionen, die Schwester des Königs, Margarete von Valois, zu heiraten, war er bei Karl IX. in Ungnade gefallen und hoffte, mit dieser Heirat den Zorn des Königs besänftigen zu können.
Während ihrer Ehe begann Catherine eine Liebesaffäre mit dem jungen Grafen von Saint-Mégrin, Paul Stuart de Caussade, einem Favoriten Heinrichs III. Nachdem dieser am 21. Juli 1578 ermordet worden war, kursierten lange Zeit Gerüchte, Catherines Mann und dessen Bruder Charles, der Herzog von Mayenne, seien die Drahtzieher und Auftraggeber dieses Anschlags gewesen. Die Vorwürfe wurden jedoch nie bewiesen. Jean Chrétien Ferdinand Hoefer schrieb in seiner Nouvelle biographie générale (siehe Literatur), dass Henri I. de Lorraine seine Frau für ihre Untreue bestraft habe, indem er ihr scheinbar die Wahl zwischen zwei Arten des Selbstmordes ließ: dem Trinken einer schwärzlichen Flüssigkeit oder dem Dolch. Nach dem vergeblichen Versuch, ihren Mann umzustimmen, soll sich Catherine für die Flüssigkeit entschieden haben – in der Annahme, es handele sich um Gift. Erst nachdem eine Stunde nach Einnahme der Flüssigkeit immer noch nicht die erwartete Wirkung eingetreten war, ließ Henri de Lorraine seiner Frau mitteilen, in dem von ihr gewählten Fläschchen habe sich nicht Gift, sondern die beste Kraftbrühe befunden, die man ihr habe zubereiten können.

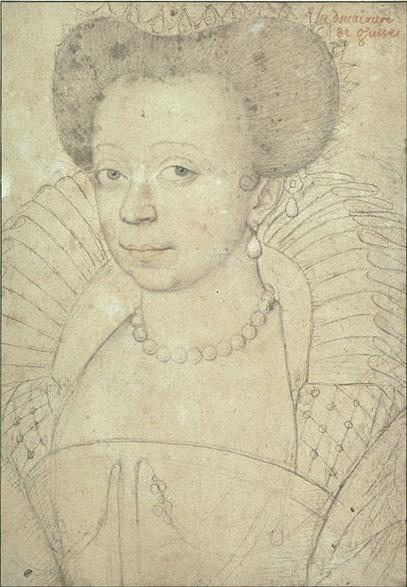
Catherine de Clèves nach 1588 als verwitwete Herzogin von Guise, Zeichnung eines anonymen Künstlers im Louvre

Nach der Ermordung ihres Mannes im Dezember 1588 im Schloss Blois richtete Catherine eine Anklageschrift an das Parlement von Paris, in dem sie Heinrich III. öffentlich des Mordes und des Verrats beschuldigte und Genugtuung für die Tat verlangte. Letzteres wurde ihr jedoch nicht beschieden. Ab jenem Zeitpunkt machte sie für ihren Sohn Charles Ansprüche auf die Thronfolge für die Zeit nach dem Tod Heinrichs III. geltend und unterstützte die katholische Liga während der Hugenottenkriege nach besten Kräften. Sie trat damit in zweierlei Hinsicht in offene Opposition zu ihrem protestantischen Cousin Heinrich von Navarra. Eine Aussöhnung der beiden fand erst statt, als Heinrich IV. zum Katholizismus übergetreten war. Nach seiner Thronbesteigung konnte Catherine sein Vertrauen sowie seine Gunst gewinnen und hatte damit großen Einfluss am Hof. 1594 gab sie ihre jüngeren Kinder in die Obhut des Königs, so dass diese am Hofe erzogen wurden. Ihrer Fürsprache und ihrem Einfluss verdankte ihr Erstgeborener Charles, dass er als Entschädigung 1595 zum Gouverneur der Provence ernannt wurde, nachdem er zuvor das Gouverneursamt der Champagne hatte niederlegen müssen. Doch nicht nur am Hofe war die Gräfin ein nicht zu unterschätzender Machtfaktor, auch ihr Einfluss innerhalb der herzöglichen Familie von Guise war außerordentlich groß. Dass sich deren Mitglieder nicht gegen Heinrich IV. nach dessen Thronbesteigung auflehnten, sondern sich seiner Regierung unterwarfen, war zum größten Teil das Verdienst Catherines.
Ende 1595 erbte sie nach dem Tod ihrer Nichte Catherine de Bourbon, Marquise d’Isle, der Tochter ihrer Schwester Marie, die Grafschaft Beaufort, musste sie aber verkaufen, um die großen Schulden, die ihr durch ihren Mann Henri I. hinterlassen worden waren, begleichen zu können. Käufer war die französische Krone.
Catherine bekleidete die einflussreiche Position der ersten Ehrendame im Gefolge von Heinrichs zweiter Frau Maria de’ Medici und ging mit ihr nach Blois, als diese von ihrem Sohn Ludwig XIII. 1617 dorthin verbannt wurde. Sie starb am 11. Mai 1633 mit 85 Jahren in dem von ihr erbauten Hôtel de Clèves in Paris. Die offizielle Totenzeremonie fand am 23. Mai statt, ehe ihr Leichnam nach Eu überführt und in der dortigen Kapelle des Jesuitenkollegs bestattet wurde. Dort lag bereits ihr zweiter Ehemann begraben. Ihr Herz fand seine letzte Ruhestätte in der Kollegiatkirche Saint-Laurent in Eu, wo es auf einer schwarzen Marmorsäule mit Gedenkinschrift aufgestellt wurde.

## Bautätigkeiten

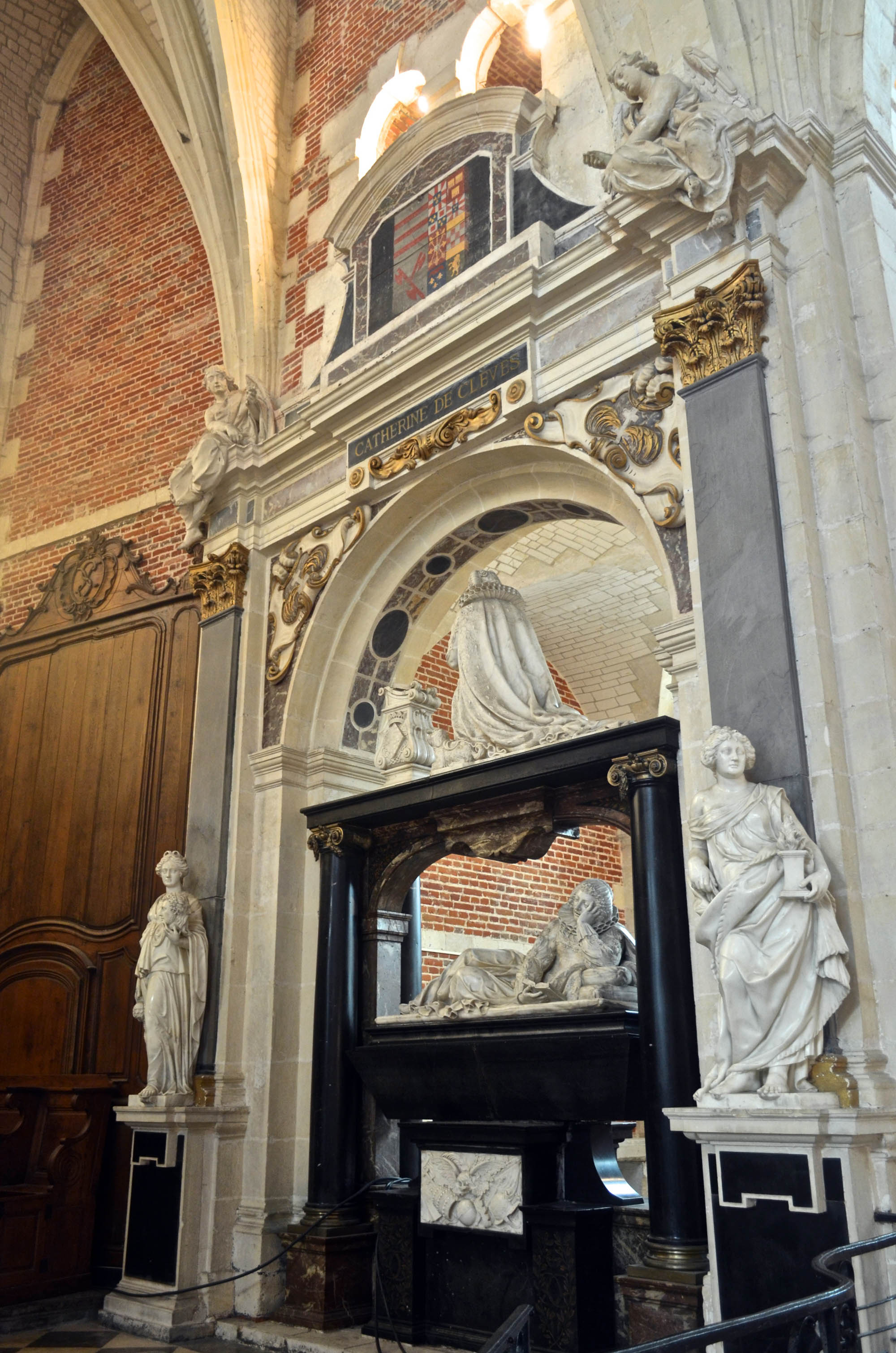
Grabmal für Catherine de Clèves, Jesuitenkolleg von Eu

Im Gedächtnis blieb Catherine de Clèves auch über ihren Tod hinaus durch ihre zahlreichen Bau- und Gründungstätigkeiten.
So ließ sie während der Regierungszeiten Heinrichs IV. und seines Sohnes Ludwig XIII. das Hôtel de Clèves (auch Hôtel d’Eu genannt) in der Nähe des Louvre erbauen. Es war besonders für eine durch sie beauftragte Gemäldegalerie bekannt, welche die Porträts bekannter Mitglieder der Familien Lorraine, Guise, Nevers und Kleve zeigten.
Gemeinsam mit ihrem zweiten Mann begann sie zudem schon ab 1575 mit dem Neubau des Schlosses Eu, das unter der Grande Mademoiselle Anne Marie Louise d’Orléans 1665 fertiggestellt wurde.
Außerdem war Catherine Gründerin mehrerer Kirchen und Kapellen, so zum Beispiel der Ursulinen-Kirche sowie der Kirche der ortsansässigen Kapuziner in Eu. Auch das dortige Jesuitenkolleg geht auf sie als Stifterin zurück. In dessen Kapelle befinden sich die Grablegen Catherines und Henris I. de Lorraine mit aufwändig gestalteten Grabdenkmälern aus Marmor, welche die Gräfin von Eu bereits zu Lebzeiten in Auftrag gegeben hatte.